# Памятник В. И. Ленину у Невского завода
Памятник В. И. Ленину у Невского завода — скульптурный монумент в Санкт-Петербурге, установленный в 1926 году на проспекте Обуховской Обороны перед главным корпусом Невского завода. Изготовлен по проекту скульптора М. Я. Харламова и архитектора И. М.[уточнить] Вигдергауза. Это первый монументальный памятник В. И. Ленину, установленный в городе. Монумент имеет статус памятника монументального искусства регионального значения.

## История
Решение об установке памятника В. И. Ленину перед зданием Невского завода было принято на митинге заводских рабочих 20 ноября 1925 года. Средства на его установку собирались среди рабочих, на него отчислялось полпроцента от зарплаты. Таким образом всего за 9 месяцев было собрано 7500 рублей золотом. Скульптор М. Я. Харламов выполнил проект памятника, который выносился на обсуждение рабочих. Бронзовая скульптура была отлита на заводе «Красный выборжец». Рытьём котлована для постамента и установкой памятника занимались рабочие Невского завода.
Торжественное открытие памятника с многотысячным митингом состоялось 8 августа 1926 года. Покрывало с него снял Фёдор Богданов, работавший на заводе ещё с 1879 года.

## Описание
Бронзовый Ленин стоит на прямоугольном ступенчатом пьедестале из блоков серого гранита. Скульптор запечатлел его с книгой в левой руке в момент выступления. В отличие от более поздней традиции, правая рука Ленина направлена не вперёд, а немного назад.
На постаменте закреплена мраморная доска с надписью «Любимому вождю и учителю рабочего класса. 8 августа 1926 года».
Высота скульптуры составляет 3 м, высота постамента — 3,5 м.